# Фанні Ельслер
Фанні Ельслер (справжнє ім'я Франциска Ельслер; нім. Fanny Elßler, 23 червня 1810, Відень — 27 листопада 1884, Відень) — австрійська танцюристка балету. Поряд з Марією Тальоні Фанні Ельслер була найвідомішою балериною XIX століття.

## Життя та творчість
Мистецтво танцю Фанні Ельслер вивчала разом зі старшою сестрою Терезою в балетній школі при Віденському Бурґтеатрі. Вперше вийшла на сцену в 1824 році в театрі Сан Карло в Неаполі. Тут балерина познайомилася з принцом Салернським Леопольдом, сином неаполітанського короля Фердинанда IV. Від нього народила сина Франца. У 1829 році познайомилася з Фрідріхом фон Генцем, секретарем міністра Клемента фон Меттерніха, старшим за неї на 46 років, і жила з ним аж до смерті Генца в 1832 році. Генц серйозно займався вихованням і освітою молодої дружини, її навчанням іноземним мовам, надавав їй всебічну підтримку.

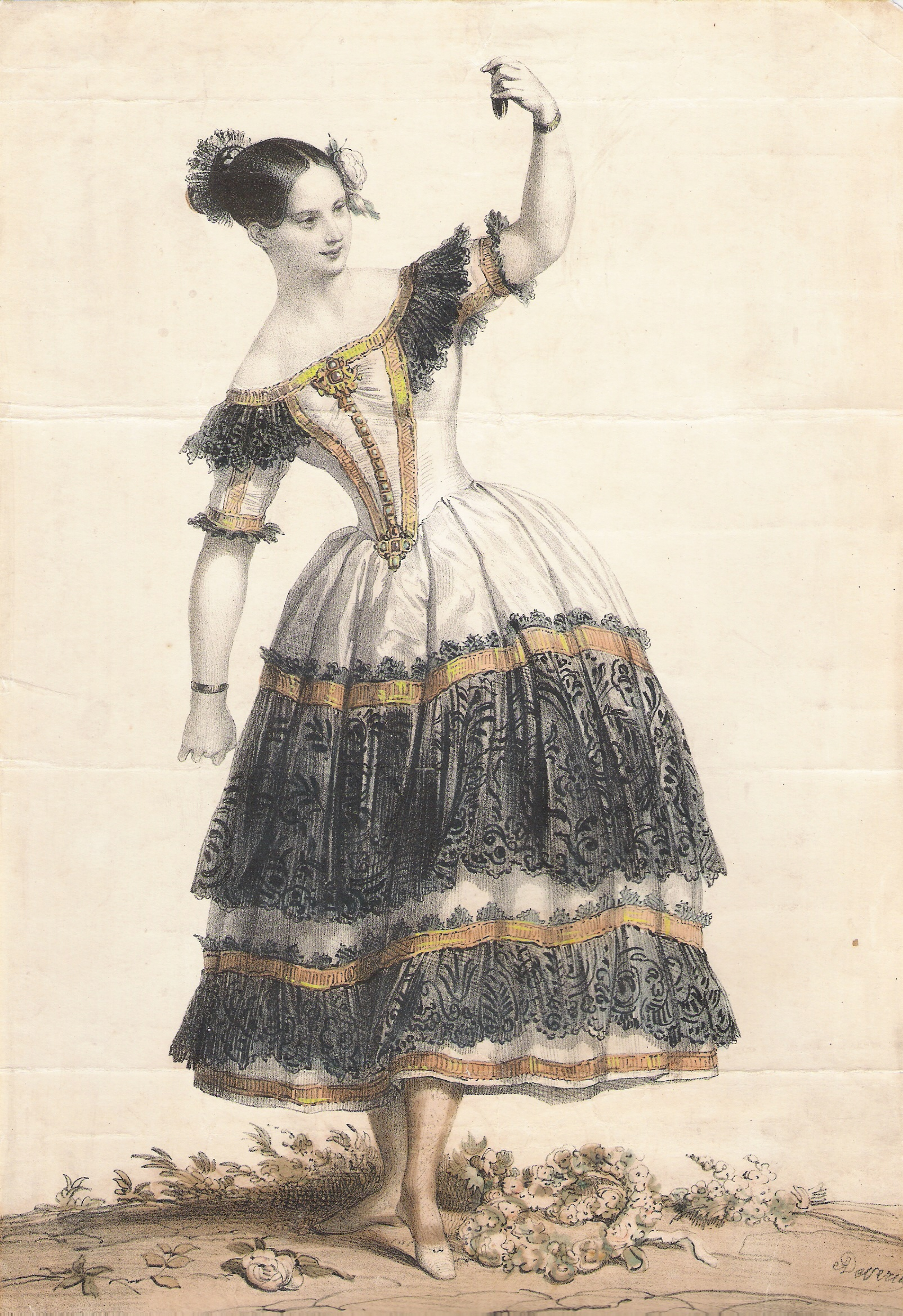
Фанні Ельслер виконує качучу

Гучний успіх прийшов до Фанні Ельслер в 1830 році в Берліні, а потім у Парижі і підкріплений був її подальшими турне Європою, Північною Америкою та Кубою (1840—1841), Росією (1848—1850).
Виконувала партії в балеті «Кульгавий біс» Казимира Жида, партії Лізи («Марна пересторога» Луї Герольда), Есмеральди («Есмеральда» Цезаря Пуньї).
Великою популярністю користувалися виконувані нею народні танці — краков'як, полька, качуча та інші. Часто виступала зі своєю сестрою, танцюристкою Терезою Ельслер — аж до 1850 року, коли Тереза стала дружиною принца Адальберта Прусського. 
У 1851 році Фанні Ельслер, перебуваючи на піку своєї слави, несподівано залишила сцену і зосередилася на приватному житті. Її останній виступ відбувся в рідному Відні, після чого вона до 1854 роки жила в Гамбурзі. У 1854 році балерина остаточно повернулася до Відня. Похована на Хітцінгському кладовищі.

## Репертуар
24 червня 1839 — «Тарантул» Жана Кораллі, музика Казимира Жида, лібрето Ежена Скриба (в інших ролях Жозеф Мазильє та Іпполит Барре).

## Визнання
У 1894 році на честь Ельслер була названа одна з вулиць Відня (Elßlergasse). Її ім'я носять також вулиці в Гамбурзі і в Айзенштадті.

## Образ у мистецтві

### У живописі
Портрет Фанні Ельслер в ролі циганки з «Кульгавого біса» з позначенням року її дебюту (1834), написаний Гюставом Буланже по літографії Анрі Греведона, розташовується на фризі Танцювального фоє Гранд-Опера серед інших двадцяти портретів видатних танцюристок Опери кінця XVII — середини XIX століть.

### В театрі
Фанні Ельслер є героїнею двох оперет:
- «Танцівниця Фанні Ельслер» — трьохактна оперета Йоганна Штрауса-сина по лібрето Ганса Адлера, прем'єра відбулася 22 грудня 1934 року в Берліні.
- «Імператорський бал в Шенбрунні» (Hofball in Schönbrunn) — оперета серпня Пепека по лібрето Йозефа Вентера, прем'єра відбулася 3 вересня 1937 року у Відні.

### На екрані
- «Досвід знаменитої танцюристки Фанні Ельслер» — фільм режисера Фрідріха Цельника, в ролях Лія Мара і Ернст Гофман (Zelnik-Mara-Film, Берлін, 1920).
- «Фанні Ельслер» — фільм режисера Пауля Мартіна, в ролях Ліліан Гарві і Віллем Біргель (UFA, Берлін, 1937).
- «Балерина Фанні Ельслер» — фільм режисера Артура Рабенральта (Берлін, 1965).